# Indochina Airlines
Indochina Airlines (ehem. Air Speed Up) war eine vietnamesische Billigfluggesellschaft mit Sitz in Ho-Chi-Minh-Stadt.
Die Fluggesellschaft wurde durch einen Beschluss der vietnamesischen Regierung im Jahre 2008 gegründet und konzentrierte sich auf bedeutende nationale Strecken von ihrer Basis Flughafen Tan Son Nhat in Ho Chi Minh Stadt.

## Flotte
(Stand: November 2008)
- 2 Boeing 737-800.[1]